# Hamburg-Altona-Altstadt

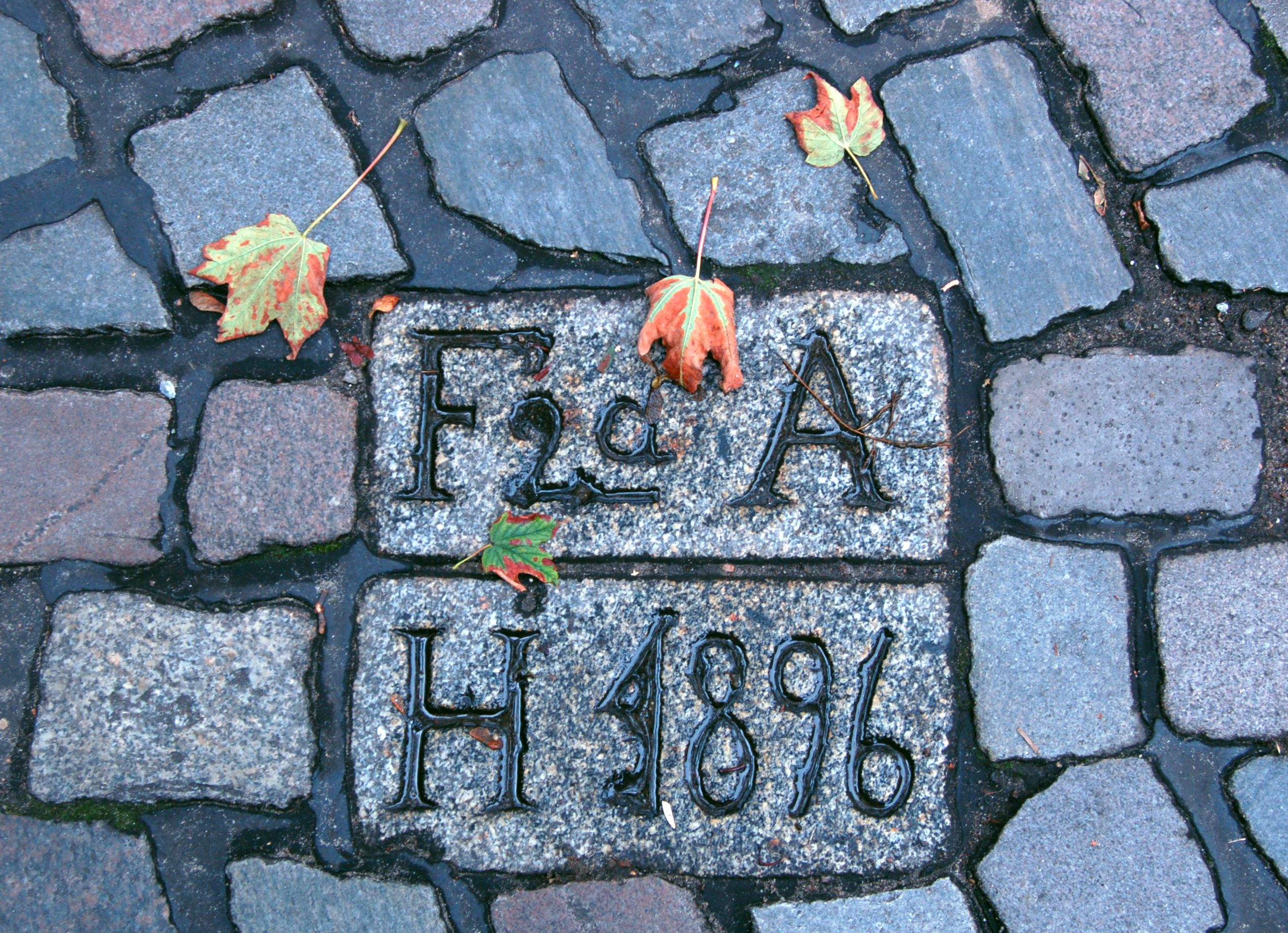
Grenzstein Altona/Hamburg von 1896 in der Brigittenstraße, die heute im Stadtteil Hamburg-St. Pauli liegt

Altona-Altstadt ist ein Stadtteil von Hamburg im Bezirk Altona. Die Stadtteilgrenzen umfassen den Kernbereich der bis 1938 selbständigen holsteinischen Stadt Altona (Elbe).

## Geographie
Der Stadtteil grenzt im Westen und Nordwesten mit Kaistraße, Museumstraße, Max-Brauer-Allee und Holstenstraße an Ottensen und Altona-Nord, im Norden mit der Stresemannstraße an den 2006 neu gebildeten Stadtteil Sternschanze, im Osten mit Bernstorffstraße, Kleine Freiheit, Holstenstraße, Pepermölenbek, Trommelstraße und Antonistraße an St. Pauli und im Süden an die Elbe.

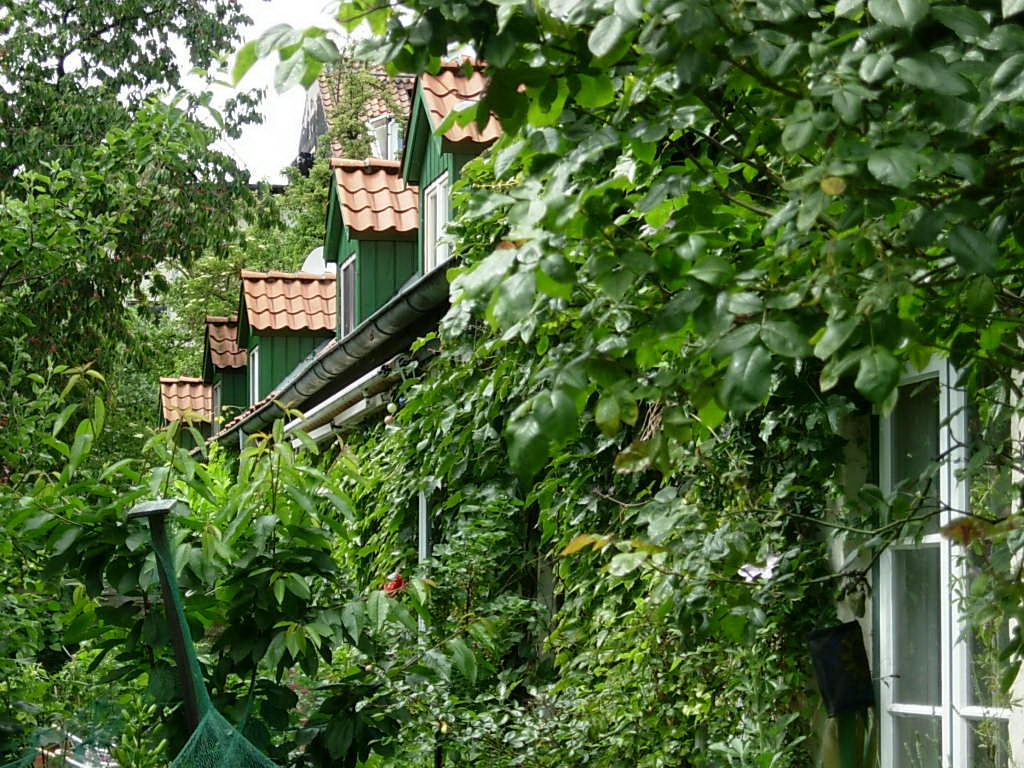
Arbeiterhäuschen am alten Grenzgang östlich der Großen Freiheit

Bis zur Eingemeindung Altonas nach Hamburg 1938 verlief die Grenze weiter östlich: vom Schulterblatt, längs dem Grünen Jäger, östlich der Bleicherstraße und der Großen Freiheit, sodann zwischen Finkenstraße und Herrenweide zur Bachstraße (heute Pepermölenbek) und mit dieser zur Elbe. Sie wurde dann zugunsten St. Paulis bis zur Linie Holstenstraße–Kleine Freiheit–Bernstorffstraße nach Westen verschoben; im Süden wurde dafür eine kleine Fläche zwischen Hein-Köllisch-Platz und Pinnasberg Altona zugeordnet. Durch diese Grenzziehung liegen die nur für Altona (und gerade nicht für das hamburgische Gebiet) typische Große Freiheit und das Nobistor mit dem Altonaer Stadtwappen und dem Monogramm König Christians VIII. von Dänemark seitdem in Hamburg-St. Pauli, während die für diesen Stadtteil namensgebende St.-Pauli-Kirche sich jetzt ebenso in Altona befindet wie die Straße St. Pauli Fischmarkt.

## Geschichte
Um 1535 wurde Altona als Fischersiedlung in der Grafschaft Holstein-Pinneberg gegründet. Der Legende zufolge soll die Keimzelle und Anlass für den Namen eine Rotbierkneipe des Fischers Joachim von Lohe gewesen sein, um die herum sich Handwerker und Fischer ansiedelten – jedoch nach Ansicht des Hamburger Rates all to nah („allzu nah“) an der Stadtgrenze. Als genaue Stelle wird der Geesthang zwischen dem späteren Nobistor und dem Altonaer Fischmarkt im Bereich der heutigen Straße Pepermölenbek vermutet.
Mit der Grafschaft Holstein-Pinneberg gelangte Altona 1647 zum Herzogtum Holstein und wurde vom nunmehrigen Landesherrn König Friedrich III. von Dänemark am 23. August 1664 zur Stadt erhoben. Nach und nach wuchs es zur zweitgrößten Stadt im dänischen Gesamtstaat.

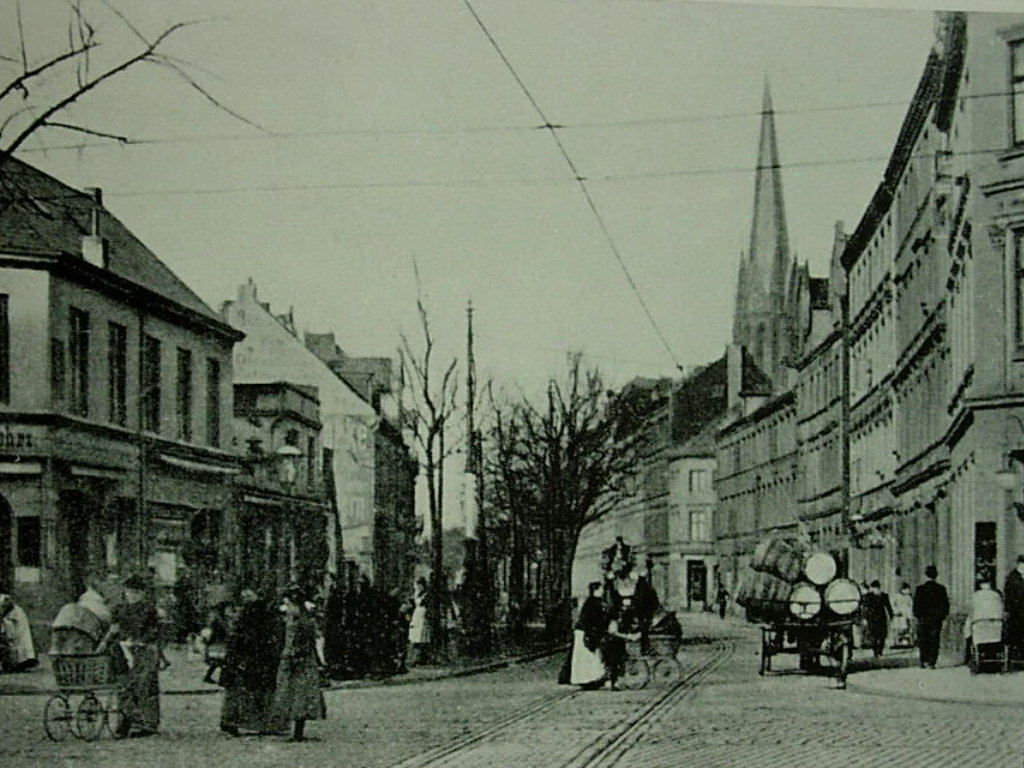
Kreuzung Holstenstraße/Allee um 1900 – Blick auf die Johanniskirche (damals Norderkirche)

Zuvor musste die Stadt im Januar 1713 während des Großen Nordischen Krieges aber noch die Einäscherung durch schwedische Truppen erleiden. Im Osten beginnend wurde planmäßig Haus für Haus von den schwedischen Soldaten des Generals Stenbock in Brand gesetzt. Aus dieser totalen Zerstörung erklärt sich, dass außer der Straßenanlage der Palmaille so gut wie nichts mehr an das Altona vor dem Schwedenbrand erinnert. Allerdings wurde Altona danach sehr zügig wieder auf- und ausgebaut (siehe auch Christian Detlev von Reventlow).
In Altona entstand der erste Freihafen Nordeuropas. Seine Blütezeit hatte es unter dem Bürgermeister Carl Heinrich Behn, in dessen Amtszeit 1838–1853 aber auch die Schleswig-Holsteinische Erhebung (1848–1851) fällt. Nach dem Deutsch-Dänischen Krieg (1864) und dem Preußisch-Österreichischen Krieg wurde Schleswig-Holstein als Ganzes 1867 zur preußischen Provinz Schleswig-Holstein.

## Die Altstadt heute

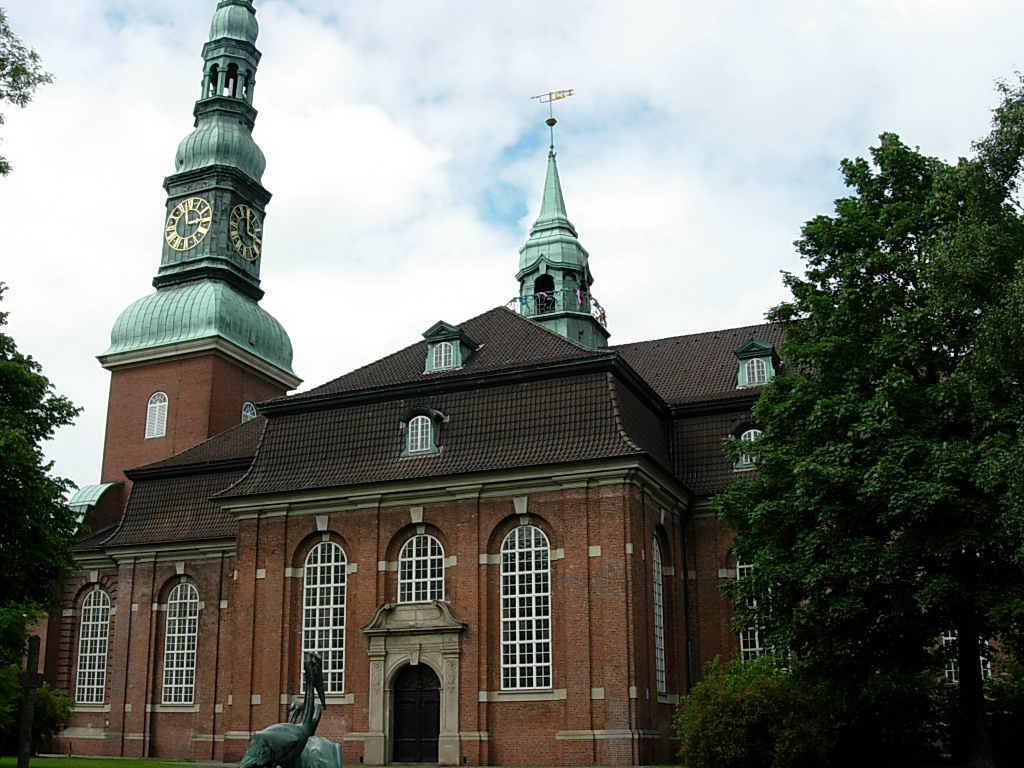
Altonas Hauptkirche

Im Juli 1943 zerstörten Bomber der Royal Air Force große Teile der Altstadt und verwandelten insbesondere das extrem dicht, in Teilbereichen mit bis zu 80 000 Einwohner/km² besiedelte Grenzgebiet zu St. Pauli zwischen Nobistor und Allee, Holstenstraße und Große Elbstraße in ein großflächiges Ruinenfeld (→ Operation Gomorrha). Das Quartier, das die Obrigkeit in der Weimarer Zeit wegen seiner politisch wie sozial kaum kontrollierbaren Bevölkerungsmischung (Arbeiter, Unterstützungsempfänger und sozial Deklassierte) schon mal als „Abruzzenviertel“ bezeichnete, wurde nach Kriegsende ebenso wie Altonas „ansehnlicherer“ Kern um das alte Rathaus und den Münzmarkt nicht wieder aufgebaut.
Lediglich die Hauptkirche St. Trinitatis wurde restauriert und konnte so – wie der gegenüberliegende jüdische Friedhof an der Königstraße – erhalten werden. Weiter westlich, in Richtung Rathaus und Bahnhof, blieb insbesondere die Straßenanlage der Palmaille mit ihren großbürgerlichen Bauten aus dem frühen 19. Jahrhundert weitgehend intakt; neben dem Eingang zum S-Bahnhof Königstraße (Ecke Behn-/Struenseestraße) sind Reste des Heilig-Geist-Kirchhofes in eine dortige Grünanlage integriert worden.

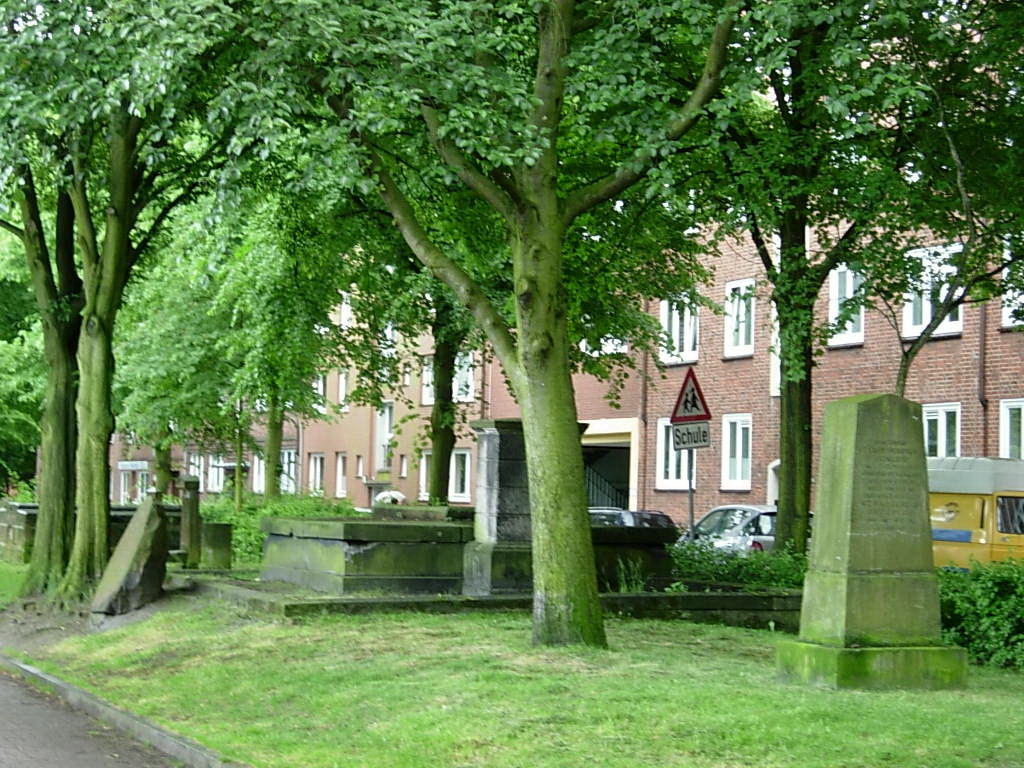
Grabsteine alteingesessener Familien an der Struenseestraße

Im zerstörten Teil der Altstadt entstand aufgrund der Neu-Altona-Planung Geschosswohnungsbau in aufgelockerter Bauweise, durchsetzt mit einzelnen Hochhäusern, nördlich des Fischmarktes, am Hexenberg, auch wieder in hoher Verdichtung. Dieses „Neu-Altona“ zieht sich mit einem Grünzug entlang der Holstenstraße nach Nordwesten. Es handelt sich dabei um miteinander verbundene Parks, ein Teilbereich wurde in den 1980er Jahren nach Walter Möller, einem der Blutsonntagsopfer, Walter-Möller-Park genannt. Ein anderer Teil ist seit 2015 dem Kommunisten Emil Wendt gewidmet. Lediglich zwischen Thedestraße und Max-Brauer-Allee, also im Gebiet der Behn’schen Stadterweiterung, war der Altbaubestand nach 1945 noch geschlossen vorhanden, und hier gelang es aktiven Bewohnern des Viertels ab Anfang der 1980er Jahre, dessen weitgehenden Erhalt gegen das damals noch favorisierte Konzept der Flächensanierung durchzusetzen.

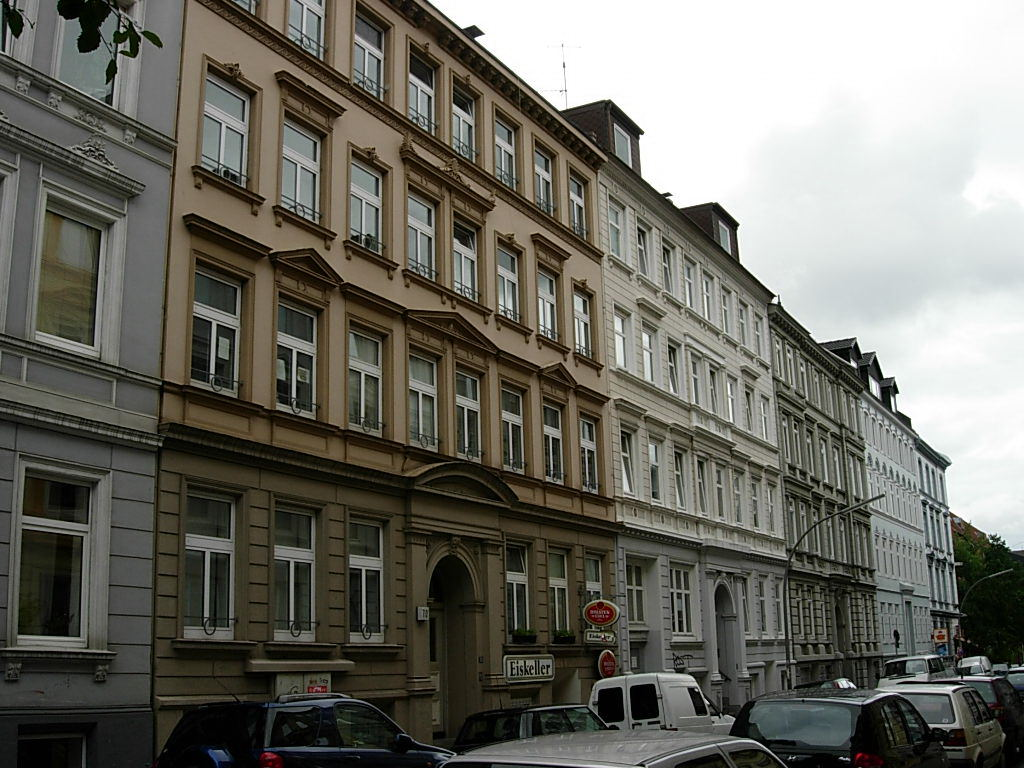
Virchowstraße mit typischer Kellerkneipe

Die engen Straßen mit den instandgesetzten Häusern zeigen heute noch den gleichen Stadtgrundriss wie zur Zeit der Weimarer Republik – allerdings ohne die damaligen Probleme, die die Bevölkerungsdichte in der damals dichtestbesiedelten deutschen Großstadt mit sich brachte: die Blockinnenbereiche wurden überwiegend entkernt, die Wohnungen heutigen Standards angepasst und, wo es möglich war, auch etwas Grün in den Straßenraum gebracht. Dafür leidet auch dieses Gebiet heutzutage, trotz Verkehrsberuhigungsmaßnahmen, unter den Auswirkungen des motorisierten Individualverkehrs.
In diesem Viertel nördlich der Großen Bergstraße findet man noch viel Altonaer Stadtgeschichte:
- In der Billrothstraße 55 steht eines der ältesten erhaltenen Gebäude aus der Zeit der Behn’schen Stadterweiterung (erbaut ca. 1860), das um 1990 vor dem Abriss gerettet werden konnte.

- In der Billrothstraße 77 liegt die ehemalige Volksküche der Speiseanstalt für Dürftige und Arme (1880), daneben die Altonaer Stadtmission (1889).Volksküche (rechts) und Stadtmission (links)

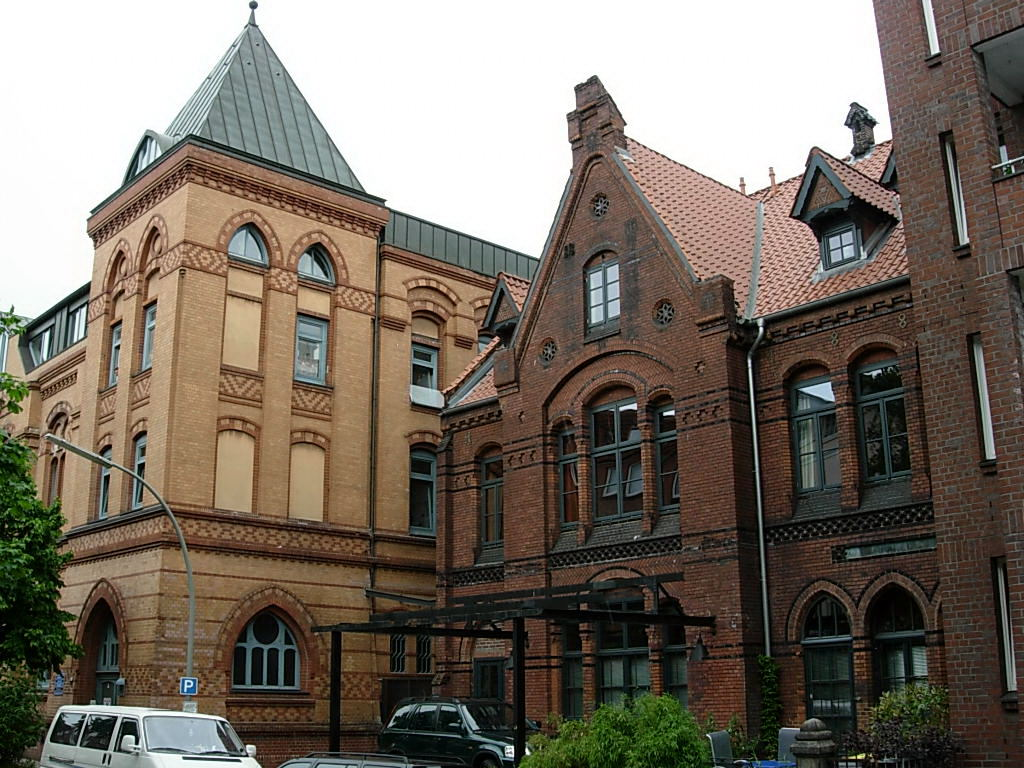
Volksküche (rechts) und Stadtmission (links)

- Zwischen Chemnitzstraße und Max-Brauer-Allee liegt der ebenfalls nach einem Blutsonntagsopfer benannte August-Lütgens-Park mit seinem alten Baumbestand: dies ist das Gelände des ehemaligen städtischen Krankenhauses (bis in die 1970er Jahre), dessen Hauptgebäude (1869) vom damaligen Stadtbaumeister Heinrich Oskar Winkler stammt und heute die Fachschule für Sozialpädagogik beherbergt. Die rückwärtigen Pavillonbauten (Haus 2, 3 und 7, erbaut ab 1880) werden von Kulturvereinen, einer Kindertagesstätte und einem Stadtteilzentrum genutzt. Neben dem Hauptgebäude liegt das 1927 von Gustav Oelsner im Stil des Neuen Bauens geplante ehemalige Schwesternhaus (Max-Brauer-Allee 136), dahinter – im Park – das „Jenckelhaus“ von 1912, in dem sich seit den 1980er Jahren Eigentumswohnungen befinden und das, wie nahezu die gesamte Anlage, vor dem beabsichtigten Abriss bewahrt werden konnte.

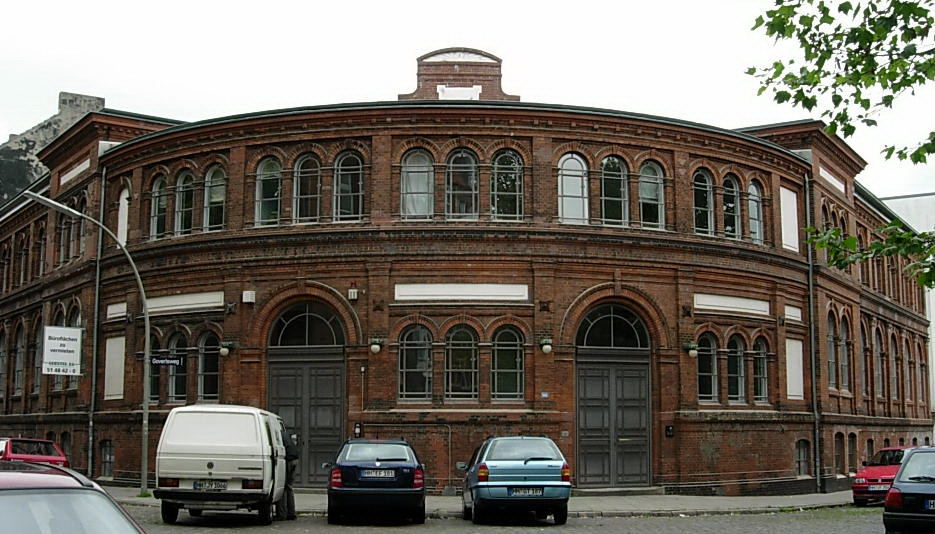
Das frühere Thedebad

- Am nördlichen Ende der Thedestraße findet sich ein denkmalgeschütztes Backsteinensemble, bestehend aus einem halbrunden Hallenbad (das Thedebad, 1882 erbaut, dient seit etwa 1990 dem Künstler Bruno Bruni als Atelier und Wohnung; im Übrigen wird es zu Bürozwecken genutzt) und der gegenüberliegenden Schule, deren Mittelteil (1867) der älteste erhaltene öffentliche Schulbau im Hamburger Raum ist; die seitlichen Flügel wurden 1892 angebaut (ehemals Baur'sche Warteschule und Arbeitsschule für Knaben).

### Historische und heutige Straßennamen
Wer sich mit der Geschichte Altonas befasst, stößt immer wieder auf Straßennamen, die im Stadtplan nicht mehr zu finden sind; dies hängt vor allem damit zusammen, dass die Straßen entweder nach 1945 nicht wieder angelegt oder um 1950 (als Spätfolge der Altonaer Eingemeindung), teilweise auch noch später, umbenannt worden waren. Deshalb werden hier alte (links) und neue (rechts) Straßennamen der Altstadt gegenübergestellt:
- Adlerstraße = Scheplerstraße

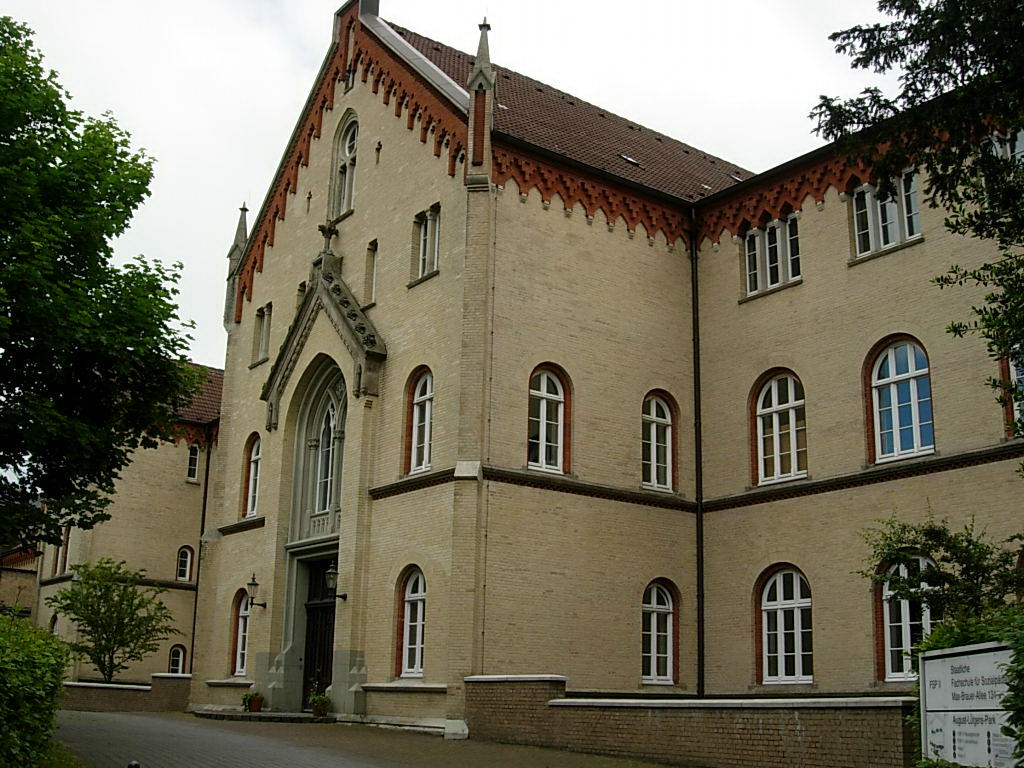
Haupteingang des alten Krankenhauses an der Allee

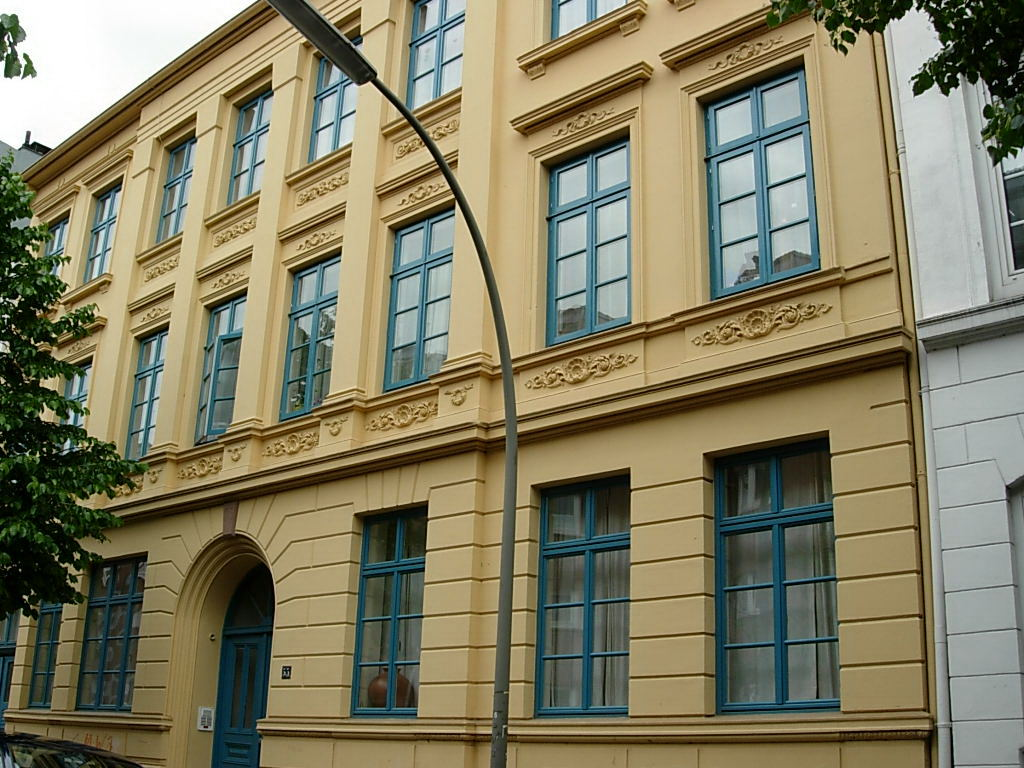
Blumen-, heute Billrothstr. 55 aus der Dänenzeit

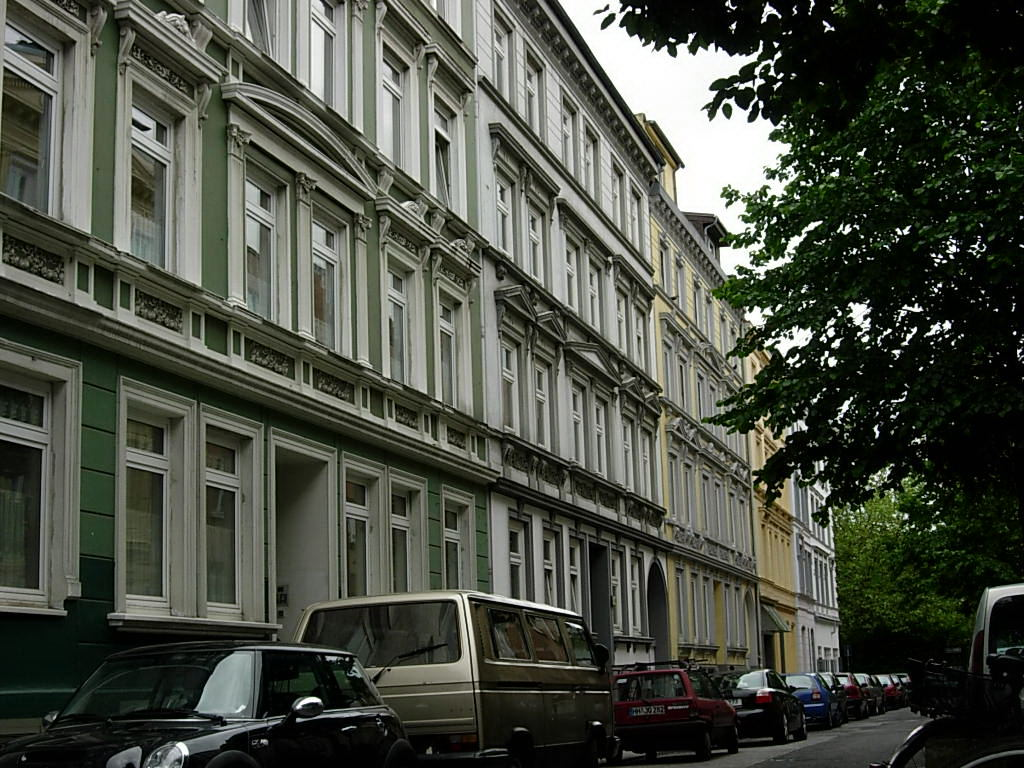
Früher Lohmühlen-, heute Esmarchstraße

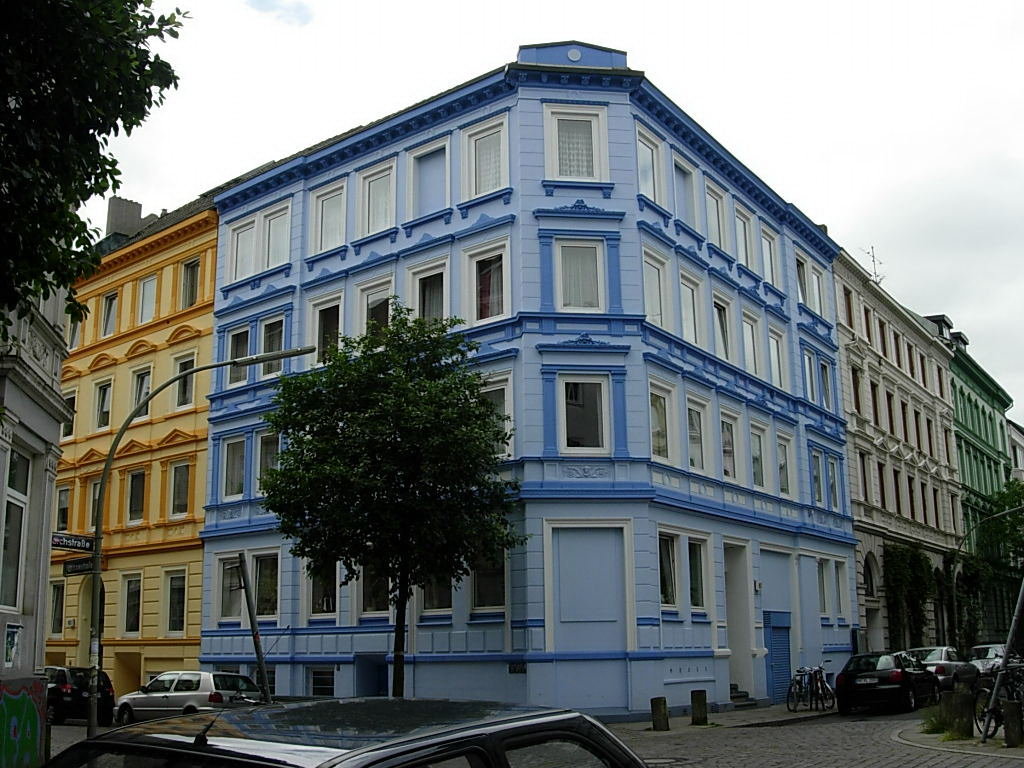
Ecke Virchow-/Esmarchstraße heute

- Adolphstraße = Bernstorffstraße (Nordteil)
- Allee = Max-Brauer-Allee
- Bahnhofstraße = Max-Brauer-Allee (Südteil)
- Altonaer Hochstraße = Breite Straße (nicht mehr vorhandener Anschluss an die Hamburger Hochstraße nahe dem Hexenberg)
- Am Hauptbahnhof = Altonaer Bahnhofsplatz, seit 1984 Paul-Nevermann-Platz
- Amselstraße = Bei der Schilleroper (heute St. Pauli)
- Bachstraße = Pepermölenbek
- Bäckerstraße = Hoheschulstraße
- Bebelallee = Hohenzollernring
- Blumenstraße = Billrothstraße
- Brahmsstraße = Griegstraße
- Brunnenstraße = Bernstorffstraße (Südteil)
- Bürgerstraße = Thedestraße
- Carlstraße = seit 1992 Karl-Wolff-Straße (nach einem Blutsonntagsopfer)
- Carolinenstraße = Olbersweg
- Catharinen-/Katharinenstraße = Elmenhorst-/Schleestraße
- Dennerstraße = Balthasarweg, nach Balthasar Denner, Maler, damals wohnhaft in Altona,   eine heutige „Dennerstraße“ existiert weiter in Barmbek Nord
- Feldstraße = Eschelsweg
- Friedensstraße = Lippmannstraße
- Friedrichsbader Straße = Holstenstraße (südlichster Teil)
- Georgstraße = Mumsenstraße
- Große Brauerstraße = de-Voß-Straße
- Große Gärtnerstraße = Thadenstraße
- Große Mühlenstraße = Amundsenstraße
- Große Rosenstraße = Paul-Roosen-Straße (heute St. Pauli)
- Große Westerstraße = Jessenstraße
- Grüne Straße = Kirchenstraße
- Gustav-Adolf-Platz = Steinheimplatz
- Gustavstraße = Gilbertstraße
- Hafenstraße = Carsten-Rehder-Straße
- Hamburger Straße = Max-Brauer-Allee (Nordteil)
- Humboldtstraße = Willebrandstraße
- Kaiserstraße = Museumstraße
- Kaiserplatz = Platz der Republik
- Karl-Marx-Straße = Stresemannstraße (Westteil)
- Kieler Straße = Clemens-Schultz-Straße (heute St. Pauli)
- Kleine Elbstraße = Pinnasberg (Westteil)
- Kleine Fischerstraße = Buttstraße
- Kleine Gärtnerstraße = Stresemannstraße (Ostteil)
- Kleine Mühlenstraße = Struenseestraße
- Kleine Westerstraße = Lawaetzweg
- Kreuzweg = Stresemannstraße (am heutigen Kaltenkircher Platz)
- Lessingstraße = Julius-Leber-Straße
- Lohmühlenstraße = Esmarchstraße
- Marktstraße = Ehrenbergstraße
- Mathildenstraße = Schillerstraße
- Mühlendamm = Govertsweg
- Nachtigallstraße = Lerchenstraße (nördlich der Stresemannstraße) (heute Sternschanze)
- Norderstraße = Virchowstraße (südlicher Teil)
- Palmaillenstraße = Behnstraße
- Parallelstraße = Eifflerstraße (heute Sternschanze)
- Paulstraße = Otzenstraße
- Poststraße = Altonaer Poststraße
- Reventlowplatz = Paulsenplatz
- Röperstraße = Sägemühlenstraße
- Schauenburger Straße = Schomburgstraße
- Schillerstraße (nördlicher Abschnitt zwischen Max-Brauer-Allee und Große Bergstraße) = Lamp’lweg
- Sonninstraße = Biernatzkistraße
- Steinstraße = Hospitalstraße (Süd-/Mittelteil)
- Stiftstraße = Dohrnweg, Mistralstraße
- Teichstraße = Funkstraße (wurde 1970 zugunsten der Neubebauung an der Gr. Bergstraße/Südseite teilweise aufgehoben)
- Turnstraße = Schmarjestraße
- Weidenstraße = Virchowstraße (Mittel-/Nordteil); deren nördliche Fortsetzung, die damalige „Carlstraße“ (siehe Karte v. 1880) heißt seit 1992 Karl-Wolff-Straße (nach einem Blutsonntagsopfer)
- Wielandstraße = Suttnerstraße
- Wilhelmstraße = Chemnitzstraße

Nicht mehr vorhanden (überwiegend im Süd- bzw. Südostteil der Altstadt)
- Altonaer Rathausmarkt
- Annenstraße
- Bläserstraße
- Böhmkenstraße
- Christianstraße
- Conradstraße
- Friedrichstraße
- Große Fischerstraße
- Große und Kleine Johannisstraße
- Große und Kleine Papagoyenstraße
- Große und Kleine Schmiedestraße
- Große Marienstraße
- Große Rosenstraße
- Grund
- Herklosgang
- Kibbelstraße
- Kleine Brauerstraße
- Lange Straße
- Lohestraße
- Marienstraße
- Münzmarkt
- Palmaillenhain
- Quäkerberg
- Raboisen
- Reichenstraße
- Rolandstraße
- Schlachterbuden
- Schmaler Weg
- Seestermannstraße

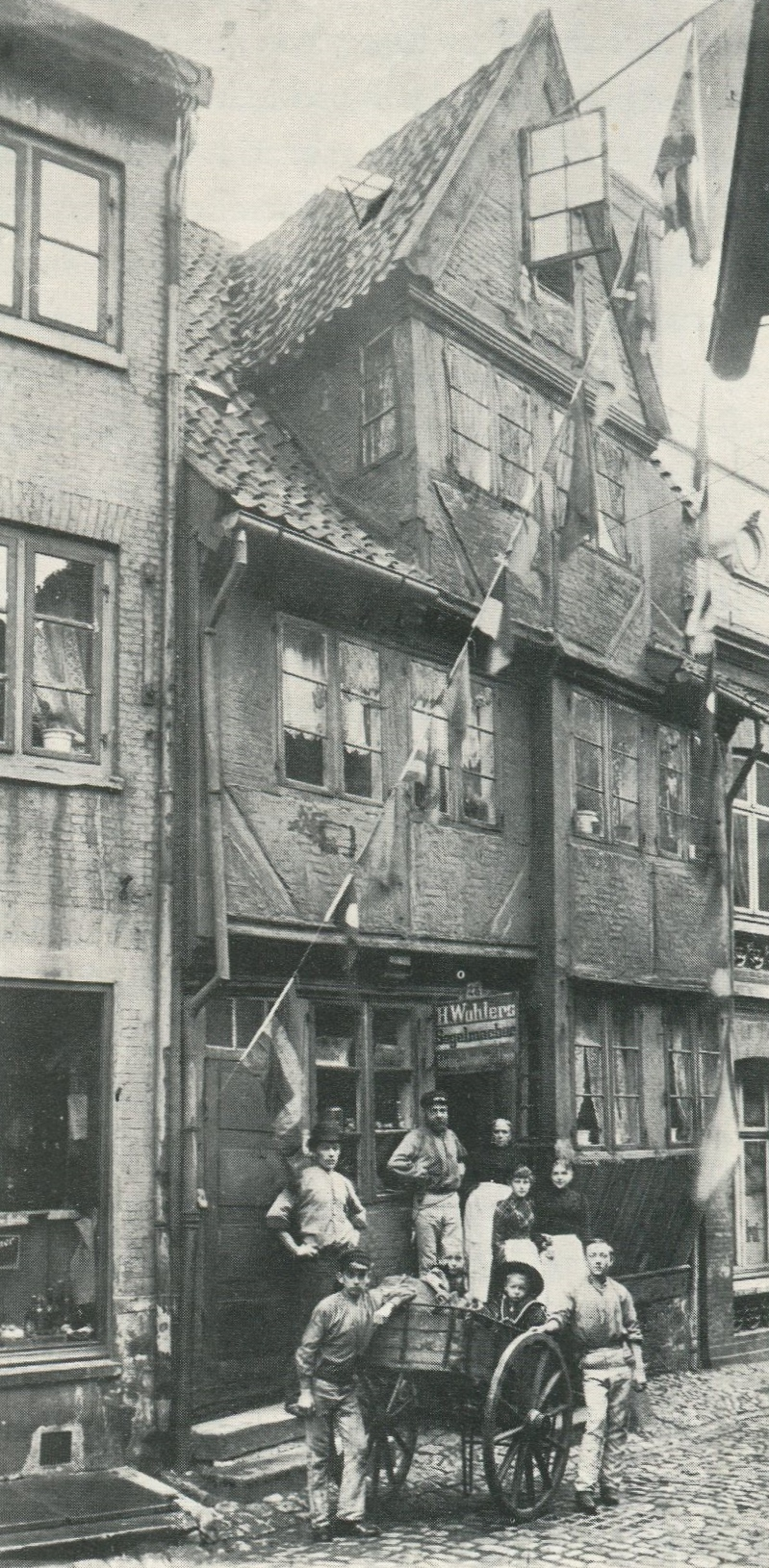
Nicht mehr vorhanden: die Seestermannstraße mit einer Segelmacherei 1890

- Van-der-Smissens-Allee (nicht identisch mit der erst 1991 so benannten Van-der-Smissen-Straße)
- Wilhelminenstraße
- diverse Passagen und Gänge (also bebaute Hinterhof-Erschließungen) wie bspw. Ehlbecks Terrasse, Rodenhof, Pfeiffersgang

Namen, die nur während der NS-Diktatur Bestand hatten (in Klammern: Name vor 1933 bzw. nach 1945)
- Adolf-Hitler-Platz; nach der Zusammenlegung von Hamburg und Altona 1938 in „Reichsplatz“ umbenannt, da der Hamburger Rathausmarkt bereits seit 1933 Adolf-Hitler-Platz hieß (Platz der Republik, Platz der Republik)
- Christian-Andersen-Straße (Gustavstraße, Gilbertstraße)
- Fürst-Ernst-Straße (Schauenburger Straße, Schomburgstraße)
- General-Litzmann-Straße (Kleine Gärtnerstraße, Stresemannstraße östlich Holstenstraße)
- Grimmelshausen-Weg (Wielandstraße, Suttnerstraße)
- Harpunierstraße (Friedensstraße, Lippmannstraße)
- Hermann-Schnell-Platz (Paulsenplatz, Paulsenplatz)
- Hinrich-Lohse-Straße (Königstraße, Königstraße)
- Matthäus-Chemnitz-Straße (Wilhelmstraße, Chemnitzstraße)
- Nopitsch-Weg (Norderstraße, Virchowstraße)
- Pettenkofer-Straße (Steinstraße, Hospitalstraße)
- Schlageterstraße (Karl-Marx-Straße, Stresemannstraße)

## Das Geschäftszentrum Große Bergstraße
Die Große Bergstraße erstreckte sich vom Altonaer Bahnhof bis zur Ecke Kleine Freiheit/Reichenstraße (heute Holstenstraße/Nobistor). In den 1960er Jahren wurde sie durch die Schaffung der Achse Simon-von-Utrecht-Straße/Louise-Schroeder-Straße/Jessenstraße/Ehrenbergstraße und Umbenennung ihres östlichen Endes in Nobistor um die Hälfte verkürzt. Dem Bau der Neuen Großen Bergstraße südlich der Großen Bergstraße zwischen Altonaer Poststraße und Bahnhofsplatz als erste Fußgänger-Einkaufsstraße folgte um 1970 – nach Abriss der gesamten Südseite der Großen Bergstraße zwischen Virchow- und Altonaer Poststraße – der Neubau des Einkaufszentrums Frappant und des Forum Altona.
Seit den 1990er Jahren kam es hier zu einem teilweise langjährigen Leerstand von Geschäftslokalen in der Altona-Passage und im ehemaligen Frappant-Gebäude am Goetheplatz sowie zur Schließung von „Kundenmagneten“ (etwa Karstadt). Das Gebiet war seit 2009 Sanierungsgebiet; für den Frappant-Komplex, in dem sich seit 2003 Künstler angesiedelt hatten, interessierte sich das Unternehmen IKEA. Nachdem sich ein Bürgerbegehren für IKEAs Baupläne mit Dreiviertelmehrheit durchgesetzt hatte, konnte im Juni 2014 mit IKEA Altona das erste innerstädtische IKEA-Möbelhaus mit Vollsortiment eröffnet werden.

## Statistik
(Quelle: )
- Anteil der unter 18-Jährigen: 15,0 % (Hamburger Durchschnitt: 16,8) % (Dezember 2023))
- Anteil der über 64-Jährigen: 13,4 % (Hamburger Durchschnitt: 17,8 % (Dezember 2023))
- Ausländeranteil: 21,6 % (Hamburger Durchschnitt: 20,7 % (Dezember 2023))
- Arbeitslosenquote: 8,2 % (Hamburger Durchschnitt: 6,2 % (Dezember 2023))

Das durchschnittliche Einkommen je Steuerpflichtigen beträgt in Altona-Altstadt 40.105 Euro jährlich (2020), der Hamburger Gesamtdurchschnitt liegt bei 48.035 Euro.

## Politik
Für die Wahl zur Bürgerschaft gehört Altona-Altstadt zum Wahlkreis Altona. Die Bürgerschaftswahl 2025 führte zu folgendem Ergebnis:
Bei den Bürgerschaftswahlen 2025, 2020, 2015, 2011, 2008, 2004, 2001, 1997 und 1993 kam es zu folgenden Ergebnissen:
| Wahljahr | Linke 1) | Grüne 2) | SPD    | CDU    | AfD    | FDP    | Übrige    |
| -------- | -------- | -------- | ------ | ------ | ------ | ------ | --------- |
| 2025     | 28,2 %   | 26,9 %   | 23,8 % | 07,4 % | 04,0 % | 01,4 % | 08,3 %    |
| 2020     | 24,2 %   | 34,0 %   | 25,0 % | 03,6 % | 02,7 % | 02,1 % | 08,4 %    |
| 2015     | 23,8 %   | 22,3 %   | 35,2 % | 05,0 % | 03,0 % | 03,2 % | 07,5 %    |
| 2011     | 16,5 %   | 17,7 %   | 46,6 % | 07,1 % | –      | 02,4 % | 09,7 %    |
| 2008     | 13,7 %   | 17,5 %   | 41,1 % | 21,4 % | –      | 02,9 % | 03,4 %    |
| 2004     | –        | 26,3 %   | 34,4 % | 26,5 % | –      | 01,7 % | 11,1 %    |
| 2001     | 00,8 %   | 17,9 %   | 39,8 % | 15,2 % | –      | 02,6 % | 23,7 % 3) |
| 1997     | –        | 24,3 %   | 35,1 % | 20,0 % | –      | 01,9 % | 18,7 % 4) |
| 1993     | –        | 20,5 %   | 41,6 % | 15,6 % | –      | 02,1 % | 20,2 % 5) |

Bei den Wahlen zur Bezirksversammlung gehört der Stadtteil zum Wahlkreis Altona-Altstadt / Sternschanze. Bei Bundestagswahlen zählt Altona-Altstadt zum Bundestagswahlkreis Hamburg-Altona.

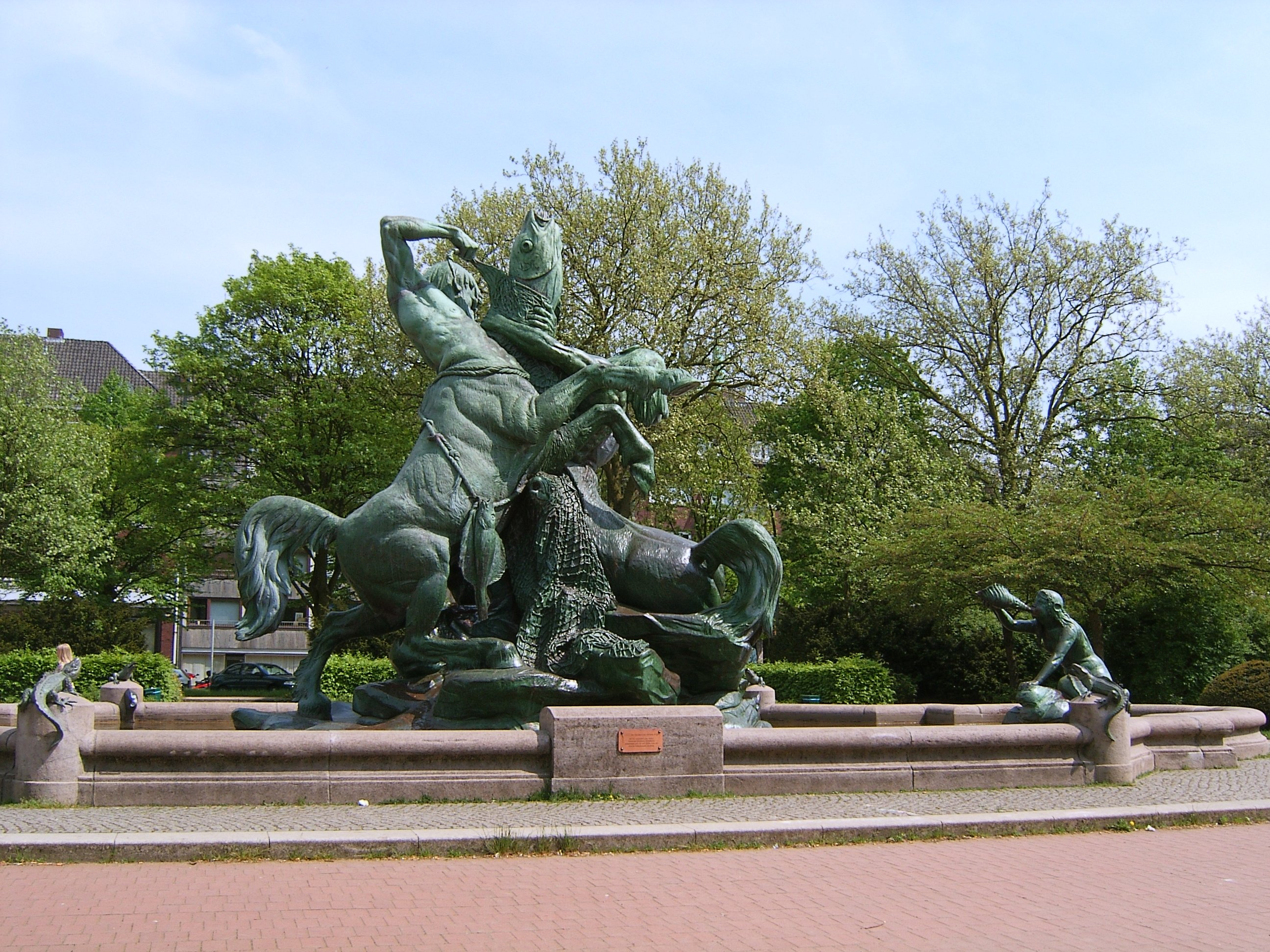
Stuhlmannbrunnen

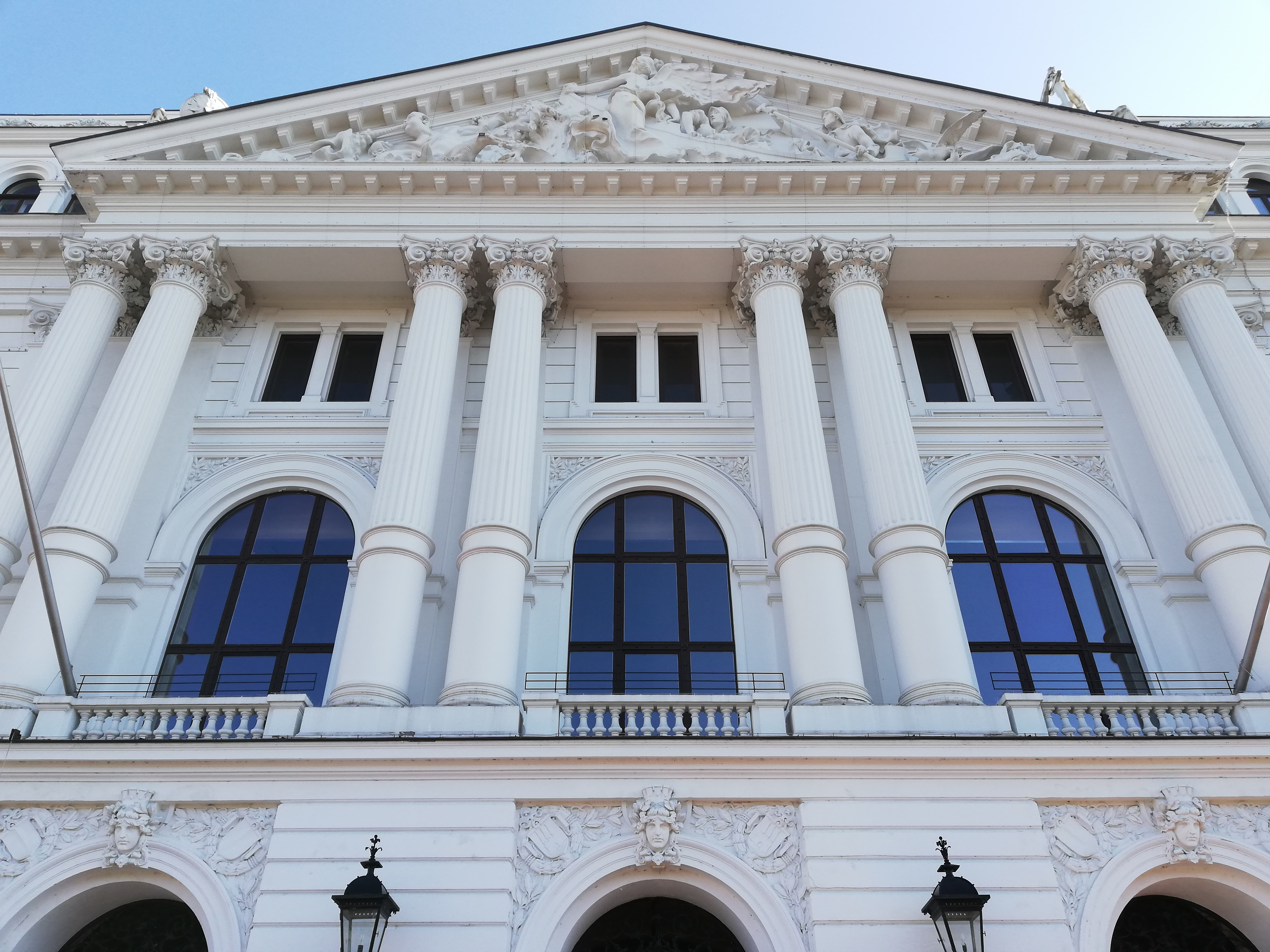
Das Altonaer Rathaus

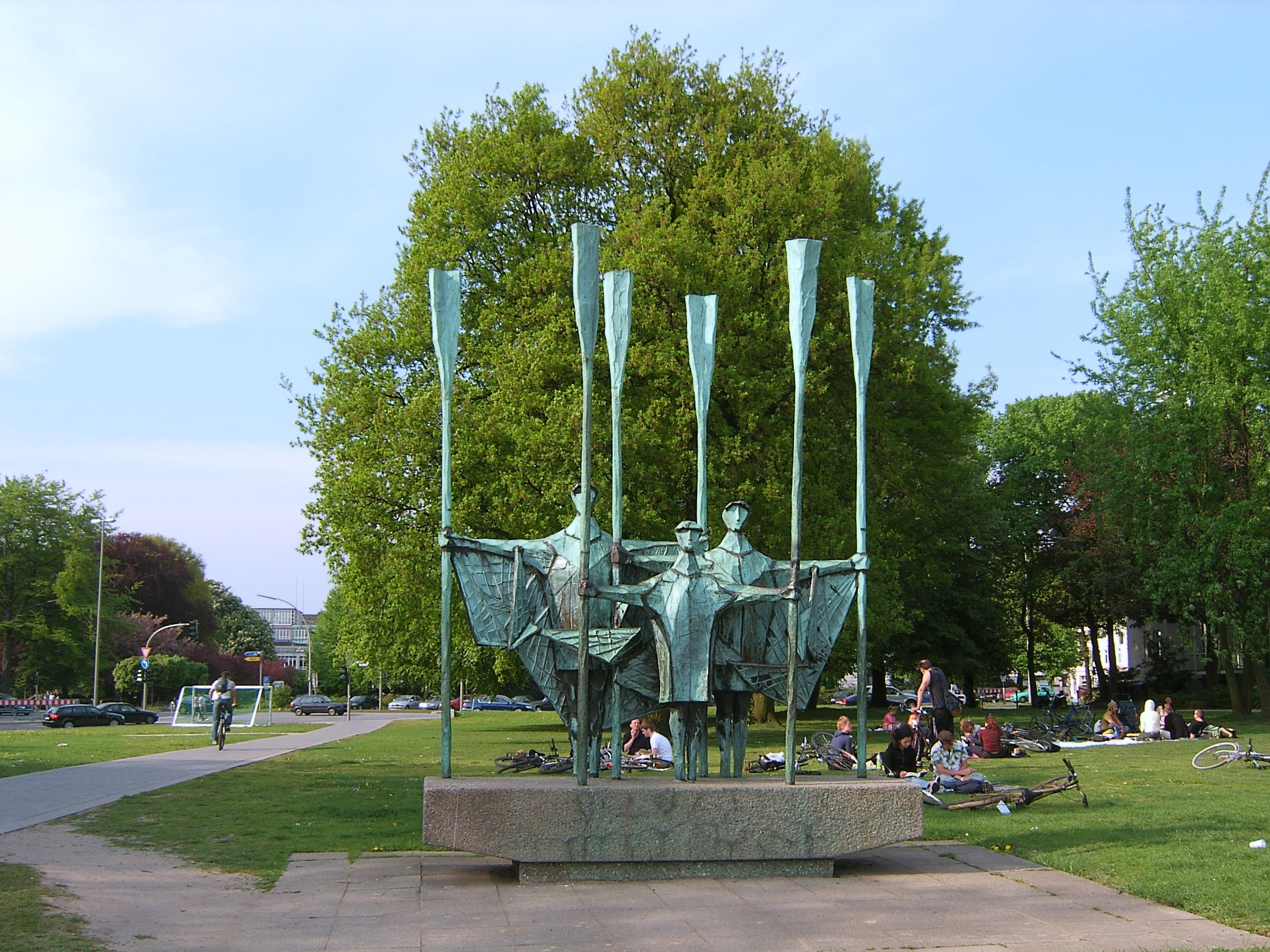
Fischer von Gerhard Brandes auf dem Altonaer Balkon

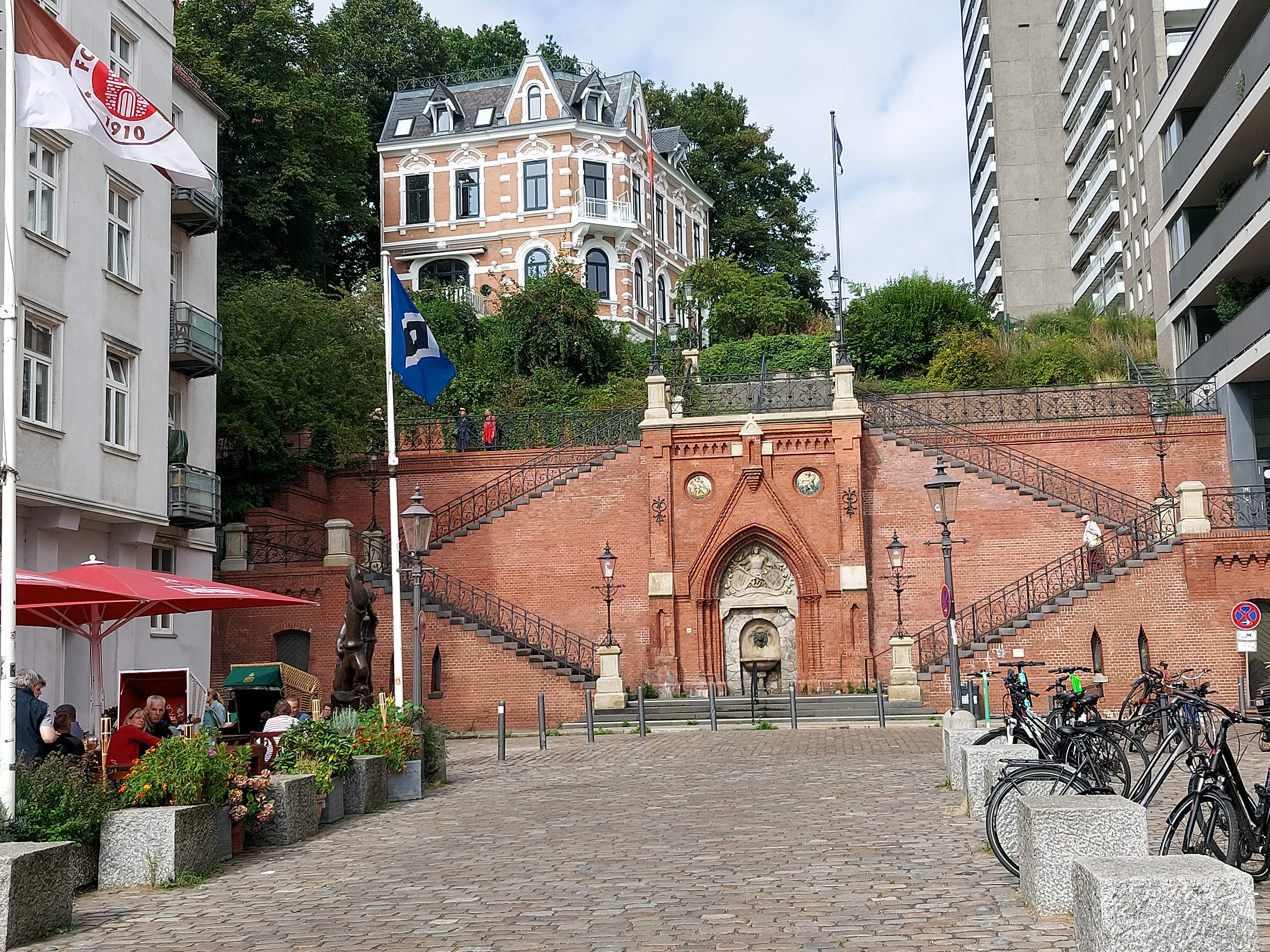
Köhlbrandtreppe

## Bauwerke und Sehenswürdigkeiten
- St. Trinitatis, die ehemalige barocke Hauptkirche Altonas, 1742/43 von Cay Dose geplant
- Neues Altonaer Rathaus, der Südflügel von 1844 ist der ehemalige Altonaer Bahnhof der Altona-Kieler Eisenbahn-Gesellschaft.
- Die klassizistische, 1819 gebaute St.-Pauli-Kirche auf dem Pinnasberg gehörte früher zum Hamburger Stadtteil St. Pauli und war für diesen der Namensgeber.
- Platz der Republik, eine repräsentative Grünanlage zwischen dem Altonaer Rathaus und dem Bahnhof Altona
- Stuhlmannbrunnen auf dem Platz der Republik, stellt zwei miteinander kämpfende Kentauren dar, die als Sinnbild der wirtschaftlich konkurrierenden Städte Altona/Elbe und Hamburg gedeutet werden
- Schellfischtunnel, inzwischen stillgelegter Eisenbahntunnel vom Altonaer Bahnhof unter dem Elbhang hinab zur Altonaer Hafenbahn bei Neumühlen
- Sonntäglicher Fischmarkt, wird zum großen Teil von Touristen, aber auch von Einheimischen nach einer durchzechten Nacht auf dem Kiez besucht
- Die 1887 eingeweihte, inzwischen denkmalgeschützte Köhlbrandtreppe liegt nahe der Großen Elbstraße; in unmittelbarer Nachbarschaft sind auch zwei typische Altonaer Gaststätten erhalten, die früher hauptsächlich von Hafenarbeitern, Seeleuten und den Beschäftigten der Fischindustrie besucht wurden: die Haifischbar, Namensgeber einer gleichnamigen Fernsehshow aus den 1960er Jahren, und Zum Schellfischposten, in dem seit 2007 die TV-Sendung Inas Nacht aufgezeichnet wird
- Altonaer Balkon am Elbhang, ein Aussichtspunkt mit weitem Blick über den Hamburger Hafen bis zu den Harburger Bergen
- Beginn des Elbuferwanderweges am Wasser entlang in Richtung Övelgönne und Blankenese bis Wedel
- Neubauten am Elbufer, z. B. Dockland-Bürogebäude und Hamburg Cruise Center Altona
- Jüdischer Friedhof Altona, bedeutendes jüdisches Gräberfeld an der Königstraße

## Schule, Bildung und Forschung
Nachdem 2004 die Bruno-Tesch-Gesamtschule in der Billrothstraße geschlossen wurde, gibt es noch sechs Schulen in Altona-Altstadt: die Grundschule Thadenstraße, die Louise-Schröder-Schule (ehemalige Grundschule Chemnitzstraße) in der Thedestraße auf einem Teilgelände der ehemaligen Bruno-Tesch-Gesamtschule, die Förderschule Carsten-Rehder-Straße und die Ganztagsschule Bernstorffstraße. Die Katholische Schule Altona wurde 2023 geschlossen und die Gebäude seitdem vom Struensse-Gymnasium genutzt. Hinzu kommt noch die Fachschule für Sozialpädagogik II. Das Gymnasium Allee liegt bereits in Altona-Nord.
Eine öffentliche Bücherhalle befindet sich an der Norderreihe 5.
An der Palmaille befindet sich die Bundesforschungsanstalt für Fischerei. Südöstlich, im Olbersweg, befindet sich das kooperierende, zur Universität Hamburg gehörende Institut für Hydrobiologie und Fischereiwissenschaft.

## Persönlichkeiten
- Carl Koopmann (1797–1894), Historien- und Porträtmaler
- Amalia Holst (1758–1829), Pädagogin und Frauenrechtlerin